# Томпсон, Дейонте
Дейонте Томпсон (англ. Deionte Thompson, 11 февраля 1997, Ориндж, Техас) — профессиональный американский футболист, выступающий на позиции сэйфти в клубе НФЛ «Аризона Кардиналс». Двукратный победитель национального студенческого чемпионата в составе команды университета Алабамы.

## Биография
Дейонте Томпсон родился 11 февраля 1997 года в Ориндже в штате Техас. Учился в школе Вест Ориндж-Старк, за её футбольную программу играл на позициях сэйфти и ресивера. Участвовал в Матче всех звёзд школьного футбола. После выпуска считался одним из лучших молодых игроков страны: занимал 65 место в рейтинге ESPN, 44 место по версии сайта Rivals.com, 59 место в рейтинге сайта Scout.com. У Томпсона было несколько предложений спортивной стипендии от разных университетов, среди которых он сделал выбор в пользу Алабамского.

### Любительская карьера
В университет Томпсон поступил в январе 2015 года. По ходу первого сезона он находился в команде в статусе освобождённого игрока, имея возможность принимать участие в тренировках. В чемпионате NCAA дебютировал в 2016 году, приняв участие в четырнадцати матчах. Он регулярно выходил на поле в специальных командах и был игроком ротации в линии секондари. Аналогичную роль в команде Томпсон играл и в сезоне 2017 года.
В 2018 году стал игроком стартового состава, приняв участие во всех пятнадцати играх «Кримсон Тайд». В победном финале плей-офф против Клемсона Томпсон сделал три захвата. По итогам сезона он вошёл в состав сборной всех звёзд NCAA по четырём разным версиям, претендовал на награду Беднарика лучшему защитнику студенческого футбола.

#### Статистика выступлений в NCAA
| Сезон | Команда              | Игры | Захваты | Захваты | Захваты | Захваты | Захваты | Перехваты | Перехваты | Перехваты | Перехваты | Перехваты | Фамблы | Фамблы | Фамблы | Фамблы |
| Сезон | Команда              | Игры | Solo    | Ast     | Tot     | Loss    | Sk      | Int       | Yds       | Y/R       | TD        | PD        | FR     | Yds    | TD     | FF     |
| ----- | -------------------- | ---- | ------- | ------- | ------- | ------- | ------- | --------- | --------- | --------- | --------- | --------- | ------ | ------ | ------ | ------ |
| 2015  | Алабама Кримсон Тайд | 0    | 0       | 0       | 0       | 0,0     | 0,0     | 0         | 0         | 0,0       | 0         | 0         | 0      | 0      | 0      | 0      |
| 2016  | Алабама Кримсон Тайд | 14   | 4       | 5       | 9       | 0,0     | 0,0     | 0         | 0         | 0,0       | 0         | 0         | 0      | 0      | 0      | 0      |
| 2017  | Алабама Кримсон Тайд | 14   | 18      | 7       | 25      | 1,0     | 0,0     | 1         | 21        | 21,0      | 0         | 1         | 0      | 0      | 0      | 0      |
| 2018  | Алабама Кримсон Тайд | 15   | 47      | 31      | 78      | 3,5     | 0,0     | 2         | 65        | 32,5      | 0         | 6         | 1      | 0      | 0      | 3      |
| Всего | Всего                | 43   | 69      | 43      | 112     | 4,5     | 0,0     | 3         | 86        | 28,7      | 0         | 7         | 1      | 0      | 0      | 3      |

### Профессиональная карьера
Перед драфтом НФЛ 2019 года аналитик лиги Лэнс Зирлейн характеризовал Томпсона как талантливого сэйфти с хорошими навыками работы с мячом, но играющего нестабильно. Его способность играть на высоком уровне ставилась под сомнение из-за слабой игры против «Оклахомы» и «Клемсона» в плей-офф. К достоинствам игрока он относил атлетизм и навыки игры как против паса, так и против выноса, чтение действий квотербека соперника, подвижность при смене направления движения, возможность играть в схеме Кавер-1 с одним игроком в глубине поля. Недостатками Зирлейн называл недостаточно мощное телосложение Томпсона, допускаемые им лишние движения, ошибки при определении схемы розыгрыша соперника, слабые навыки персонального прикрытия, временами чрезмерную агрессивность, приводящую к проигрышу в борьбе за мяч.
Томпсон был выбран «Аризоной» в пятом раунде драфта. Сумма его четырёхлетнего контракта с клубом составила около 2,87 млн долларов. В регулярном чемпионате 2019 года он играл в защите и специальных командах, в играх второй и шестой недели выходил на поле в стартовом составе.

#### Статистика выступлений в НФЛ

##### Регулярный чемпионат
| Сезон | Команда           | Игры | Захваты | Захваты | Захваты | Захваты | Захваты | Перехваты | Перехваты | Перехваты | Перехваты | Перехваты | Фамблы | Фамблы | Фамблы | Фамблы |
| Сезон | Команда           | Игры | Solo    | Ast     | Tot     | Loss    | Sk      | Int       | Yds       | Y/R       | TD        | PD        | FR     | Yds    | TD     | FF     |
| ----- | ----------------- | ---- | ------- | ------- | ------- | ------- | ------- | --------- | --------- | --------- | --------- | --------- | ------ | ------ | ------ | ------ |
| 2019  | Аризона Кардиналс | 11   | 14      | 4       | 18      | 0       | 0,0     | 0         | 0         | 0,0       | 0         | 0         | 0      | 0      | 0      | 0      |
| Всего | Всего             | 11   | 14      | 4       | 18      | 0       | 0,0     | 0         | 0         | 0,0       | 0         | 0         | 0      | 0      | 0      | 0      |